# Macrobrachium mammillodactylus
Macrobrachium mammillodactylus is een garnalensoort uit de familie van de Palaemonidae. De wetenschappelijke naam van de soort is voor het eerst geldig gepubliceerd in 1892 door Thallwitz.